# Daemon vittatus
Daemon vittatus is een keversoort uit de familie Ptilodactylidae. De wetenschappelijke naam van de soort is voor het eerst geldig gepubliceerd in 1949 door Pic.